# Ceresa robusta
Ceresa robusta är en insektsart som beskrevs av Butler. Ceresa robusta ingår i släktet Ceresa och familjen hornstritar. Inga underarter finns listade i Catalogue of Life.